# Provinciale weg 355
De provinciale weg 355 (N355) is een provinciale weg in de provincies Friesland en Groningen die van Leeuwarden via Buitenpost naar Groningen loopt.
De weg is grotendeels uitgevoerd als tweestrooks-gebiedsontsluitingsweg met buiten de bebouwde kom een maximumsnelheid van 80 km/h. Tussen Leeuwarden en Hardegarijp is de weg uitgevoerd als vierstrooks-stroomweg (autoweg) met gescheiden rijbanen, waar een maximumsnelheid van 100 km/h geldt.
In Friesland heet de weg de Groningerstraatweg, Noarder-Omwei en Rijks(straat)weg of het Friese equivalent Grinzer Strjitwei en Rykswei in de provincie Groningen Friesestraatweg en Rijksstraatweg. De weg wordt informeel ook nog wel als "de oude E10" aangeduid, omdat de (voormalige) E10 van Parijs naar Groningen deze route volgde voor het gereedkomen van de A7.
Waar de Groningerstraatweg overloopt in de Meester P.S. Gerbrandyweg buigt de Groningerstraatweg van de N355 af naar het zuiden en vervolgens naar het zuidwesten, om te eindigen bij de stadsgracht. Waar de Ring Groningen overgaat in de Laan 1940-1945, buigt de Friesestraatweg van de N355 af naar Kostverloren om te eindigen bij de Aweg.

## Geschiedenis
De Friesestraatweg heette tot begin 19e eeuw Hogeweg en werd in 1842 als hoofdverbinding van Groningen naar Leeuwarden doorgetrokken.
Oorspronkelijk was de huidige N355 onderdeel van het rijkswegennet. In het rijkswegenplan van 1932 werd het genummerd als Rijksweg 39, welke in Leeuwarden aansloot op Rijksweg 9 (Amsterdam - Alkmaar - Afsluitdijk - Leeuwarden) en in Groningen op Rijksweg 42 richting Nieuwe Schans (het oostelijke deel van de huidige Rijksweg 7). In de rijkswegenplannen van 1938, 1948 en 1958 zou de weg het nummer 39 behouden.
Halverwege de jaren 50 werd het eerste Nederlandse N-wegennummersysteem opgesteld, hetgeen in 1957 werd ingevoerd. Het systeem was complementair aan het eerste E-wegennummersysteem en liep van 89 tot en met 99. In eerste instantie werd de weg Amsterdam - Den Oever - Leeuwarden - Groningen - Delfzijl genummerd als N89. De lokale besturen en de Kamers van Koophandel langs de route wisten de regering in 1959 echter te overtuigen van het internationale belang van de route. Gevolg daarvan was dat de E10 die daarvoor vanaf België via Rotterdam naar Amsterdam verliep werd verlengd over de Rijkswegen 7, 9 en 39 naar Groningen. Tot de invoering van het huidige N-wegennummersysteem in 1976 verliep de N89 daardoor slechts tussen Groningen en Delfzijl.
Vanaf het Rijkswegenplan 1968 werd Rijksweg 9 doorgetrokken vanaf Leeuwarden naar Groningen en kwam daarmee het nummer Rijksweg 39 definitief te vervallen. Toen halverwege de jaren 70 een nieuw N-wegennummersysteem werd opgesteld, dat los stond van het E-wegennummersysteem, was voor de route Zurich - Harlingen - Leeuwarden - Groningen - Delfzijl het nummer N41 voorzien. Dit nummer is tussen Zurich en Leeuwarden nooit op de bewegwijzering gekomen, want daar werd inmiddels het nummer A/N31 gebruikt. Tussen Leeuwarden en Groningen is het nummer slechts op een enkele wegwijzer bij Buitenpost geplaatst. Met ingang van het Rijkswegenplan 1984 werd de weg een planvervangende weg en genummerd als Rijksweg 855. Rond deze tijd kwam ook voor het eerst het nummer N355 op de bewegwijzering. Sinds de invoering van het nieuwe E-wegennummersysteem in 1985 verloor de weg ook haar status als E-weg, de E10 werd tussen Amsterdam en Groningen vervangen door de E22 die vanaf Zurich via Joure en Heerenveen verliep.
Uiteindelijk werd de weg in het kader van de Wet herverdeling wegenbeheer per 1 januari 1993 overgedragen aan de provincies Friesland en Groningen.
De weg is in de afgelopen jaren (2010-2015) al op enkele plaatsen veranderd. Zo is de rondweg bij Zuidhorn en Noordhorn verlegd en voorzien van een nieuwe brug over het Van Starkenborghkanaal en een tunnel bij Noordhorn. Verder is de rondweg om Buitenpost gereedgekomen. In Twijzel is de gehele weg opnieuw aangelegd. In het kader van de aanleg van de Centrale As in Noordoost-Friesland is de N355 voorzien van een noordelijke rondweg bij Hardegarijp.

## Aantal rijstroken

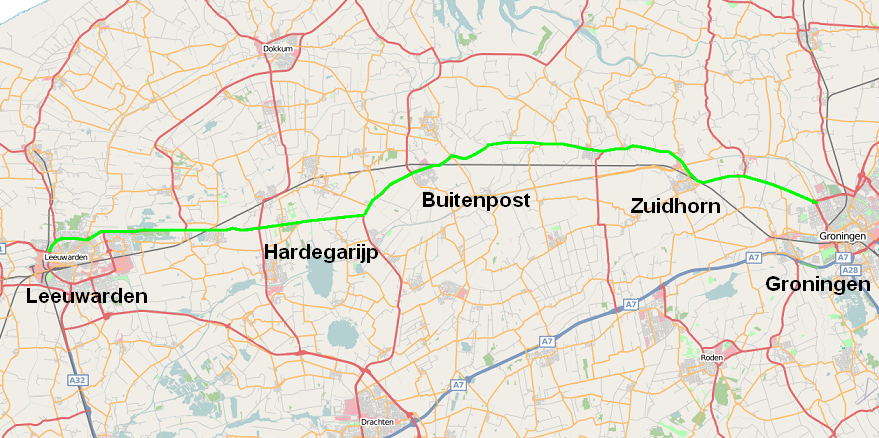
Detailkaart traject

| Traject                         | Aantal rijstroken |
| ------------------------------- | ----------------- |
| Ring Leeuwarden - Quatrebras    | 2×2               |
| Quatrebras - knooppunt Reitdiep | 2×1               |

N34 · N46 · N351 · N353 · N354 · N355 · N356 · N357 · N358 · N359 · N360 · N361 · N362 · N363 · N364 · N365 · N366 · N367 · N368 · N369 · N370 · N371 · N372 · N373 · N374 · N375 · N376 · N377 · N378 · N379 · N380 · N381 · N382 · N383 · N384 · N385 · N386 · N387 · N388 · N390 · N391 · N392 · N393 · N398

N851 · N852 · N853 · N854 · N855 · N856 · N857 · N858 · N860 · N861 · N862 · N863 · N865 · N910 · N913 · N917 · N918 · N919 · N924 · N927 · N928 · N962 · N963 · N964 · N966 · N967 · N969 · N972 · N973 · N974 · N975 · N976 · N977 · N978 · N979 · N980 · N981 · N982 · N983 · N984 · N985 · N986 · N987 · N988 · N989 · N990 · N991 · N992 · N993 · N994 · N995 · N996 · N997 · N998 · N999

Cursief vermelde wegen zijn voormalige provinciale wegen.